# Sean Kingston

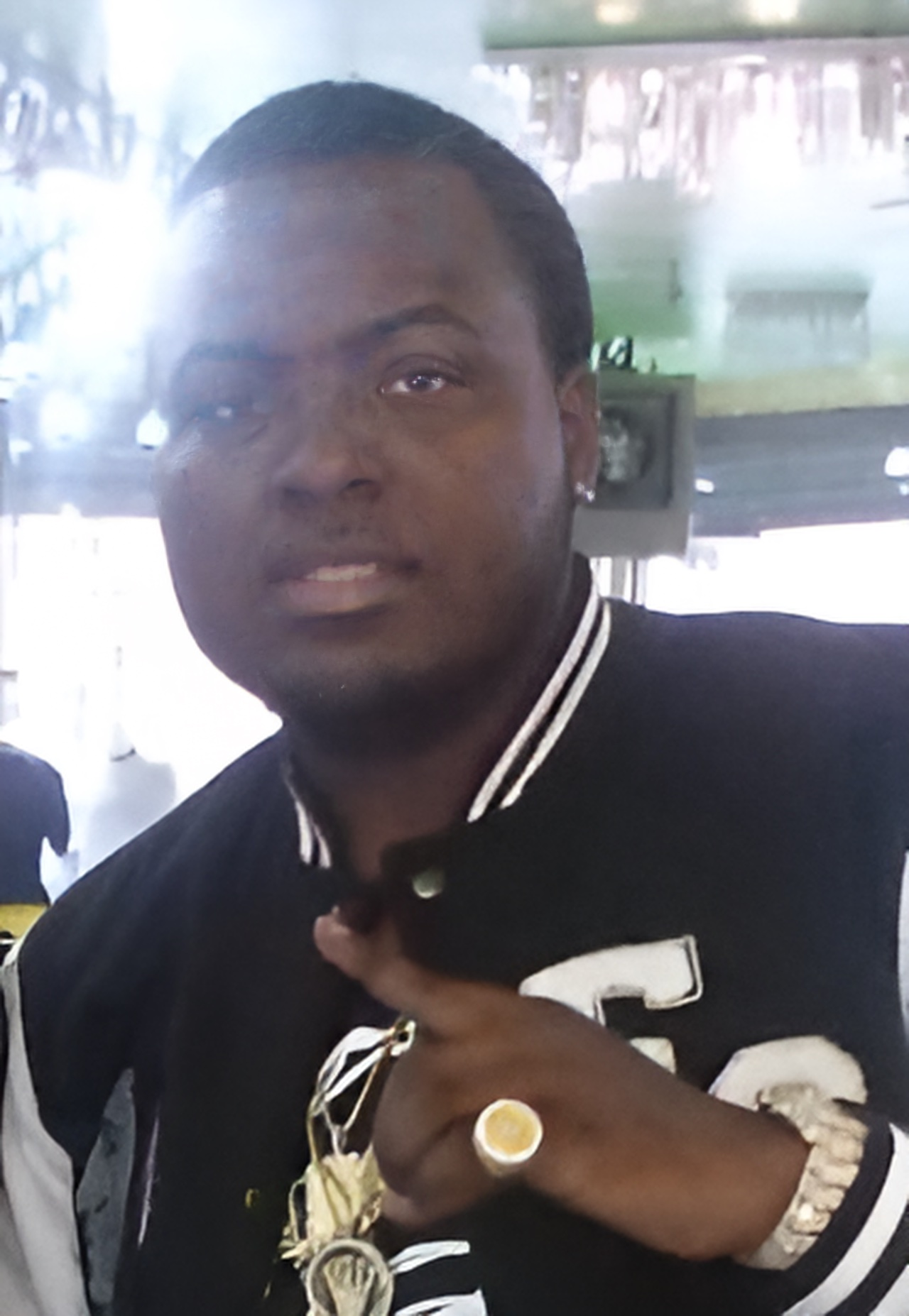
Sean Kingston 2013.

Sean Kingston, egentligen Kisean Anderson, född 3 februari 1990 i Miami, Florida, är en jamaicansk-amerikansk sångare.
Hans stora genombrott kom med singeln "Beautiful Girls", som släpptes i maj 2007 och låg etta på USA:s Billboard Hot 100 i tre veckor. "Beautiful Girls" toppade även den brittiska Singles Chart och andra listor i Europa och övriga världen.
Han har bland annat gjort låtarna "Me Love", "Take You There" och "Kingston". Han har även sjungit ihop med Natasha Bedingfield med låten "Love like this". Kingston har inriktat sig på kärlek i sina låtar. Han använder sig av en blandning av genrerna rap, reggae och pop. Sean skriver och producerar egna låtar.
Sean Kingston släppte sin självbetitlade debutskiva i juli 2007. Det andra albumet Tomorrow gavs ut år 2009, med bl.a. artisterna Flo-Rida och T-Pain. Han har även gjort låten "I'm at war" med Lil' Wayne som blev hyllad av Lil' Wayne som en av hans bästa låtar. Sean Kingston är även god vän med Justin Bieber och de har flera gånger samarbetat och producerat låtar så som "Eenie Meenie", "Won't Stop" och "Shawty Let's Go". Rykten säger även att de arbetar på ett album tillsammans.
Under 2013 släppte Kingston också ett album vid namn Back 2 life, där bland annat hitsingeln Beat It är med på.

## Incident med vattenskoter
Den 29 maj 2011 krockade Sean och hans kvinnliga medpassagerare med en bro i Miami, Florida när de åkte vattenskoter. Han blev förd till sjukhus där hans tillstånd beskrevs som kritiskt. Senare på dagen berättade Miamis medier att han var i koma men att läget var under kontroll. Den 24 juni 2011 lämnade Kingston sjukhuset och fortsatte sin återhämtning i hemmet.

## Diskografi
- 2007 – Sean Kingston
- 2009 – Tomorrow

## Singlar
- 2007 – Beautiful Girls
- 2010 – Eenie Meenie (feat. Justin Bieber)